# Campeonato Sul-Americano de Rugby de 2012 - Divisão C
O Campeonato Sul-Americano de Rugby de 2012 - Divisão C foi a primeira edição deste torneio, então organizado pela Confederação Sul-Americana de Rugby (CONSUR). Foi também conhecido como Centro Sudamericano de Rugby. A sede deste evento foi a Guatemala, com as partidas sendo realizadas em sua capital.
A Costa Rica, com uma campanha invicta, tornou-se a primeira campeã desta competição.

## Participantes e regulamento
Para a primeira edição do Sul-Americano Divisão C, se fizeram presentes as seleções de Costa Rica, Equador, El Salvador e Guatemala, a anfitriã da competição.
Todos se enfrentaram em turno único. Ao final das três rodadas, a equipe que somou mais pontos sagrou-se campeã.

## Partidas da Divisão C de 2012
Seguem-se, abaixo, as partidas disputadas pelo Campeonato Sul-Americano de Rugby Divisão C de 2012 (CONSUR C 2012).

### 1ª rodada
| 2 de dezembro de 2012 |        |             |                                                      |
| Costa Rica            | 57 - 3 | El Salvador | Estádio Parque de la Democracia, Cidade da Guatemala |
|                       |        |             | Estádio Parque de la Democracia, Cidade da Guatemala |

| 2 de dezembro de 2012 |             |           |                                                      |
| Equador               | (W.O) 0 - 5 | Guatemala | Estádio Parque de la Democracia, Cidade da Guatemala |
|                       |             |           | Estádio Parque de la Democracia, Cidade da Guatemala |

### 2ª rodada
| 5 de dezembro de 2012 |        |         |                                                      |
| Costa Rica            | 33 - 8 | Equador | Estádio Parque de la Democracia, Cidade da Guatemala |
|                       |        |         | Estádio Parque de la Democracia, Cidade da Guatemala |

| 5 de dezembro de 2012 |         |           |                                                      |
| El Salvador           | 12 - 54 | Guatemala | Estádio Parque de la Democracia, Cidade da Guatemala |
|                       |         |           | Estádio Parque de la Democracia, Cidade da Guatemala |

### 3ª rodada
| 8 de dezembro de 2012 |        |             |                                                      |
| Equador               | 46 - 0 | El Salvador | Estádio Parque de la Democracia, Cidade da Guatemala |
|                       |        |             | Estádio Parque de la Democracia, Cidade da Guatemala |

| 8 de dezembro de 2012 |         |           |                                                      |
| Costa Rica            | 37 - 10 | Guatemala | Estádio Parque de la Democracia, Cidade da Guatemala |
|                       |         |           | Estádio Parque de la Democracia, Cidade da Guatemala |

### Classificação final
| Seleção     | Vitórias | Empates | Derrotas | Pontos a favor | Pontos contra | Saldo | Pontos totais |
| ----------- | -------- | ------- | -------- | -------------- | ------------- | ----- | ------------- |
| Costa Rica  | 3        | 0       | 0        | 127            | 21            | +121  | 9             |
| Guatemala   | 2        | 0       | 1        | 69             | 49            | +20   | 6             |
| Equador     | 1        | 0       | 2        | 54             | 38            | +16   | 3             |
| El Salvador | 0        | 0       | 3        | 15             | 157           | -142  | 0             |

- Critérios de pontuação: vitória = 3, empate = 1, derrota = 0.

## Campeão da Divisão C 2012
| Campeonato Sul-Americano de Rugby 2012 Divisão C |
| ------------------------------------------------ |
| Costa Rica Campeão (1º título)                   |